# Druga svetovna vojna
Druga svetovna vojna je bila najobsežnejši in najdražji oborožen spopad v zgodovini. Potekal je v letih od 1939 do 1945, v njem pa je sodelovala večina svetovnih držav z več kot 100 milijonov pripadnikov oboroženih sil. Boj je potekal večinoma med Združenim Kraljestvom, Francijo, Sovjetsko zvezo, Kitajsko in Združenimi državami Amerike proti Nemčiji, Italiji in Japonski, oziroma med zavezniki in silami osi. Odvijal se je hkrati po celem svetu, zahteval pa je približno 60 milijonov človeških življenj. Zaradi slednjega ter zaradi visokega deleža mrtvih civilistov, pri čemer izstopata holokavst ter jedrsko bombardiranje Hirošime in Nagasakija, se drugo svetovno vojno označuje kot najbolj krvav spopad v človeški zgodovini.. Tem žrtvam je treba dodati še približno 6 milijonov pobitih v povojnih pobojih, ki so prav tako posledica fašizma kot vzroka 2. svetovne vojne. V povprečju je bilo po vojni usmrčenih 10 % na število žrtev med vojno.
V splošnem je sprejeto, da se je vojna začela 1. septembra 1939 z nemško invazijo na Poljsko in posledično z napovedjo vojne Nemčiji s strani Združenega Kraljestva, Francije in večino držav Britanskega imperija ter Commonwealtha. Kitajska in Japonski imperij sta bila ob začetku že v vojni, medtem ko so se druge države, ki sprva niso bile vključene v vojno, pridružile kasneje zaradi določenih dogodkov, kot sta nemška invazija na Sovjetsko zvezo ter japonski napad na ameriško pomorsko oporišče Pearl Harbor, kar je sprožilo vojno napoved Japonski s strani ZDA, Commonwealtha ter Nizozemske.
Vojna se je končala z zmago zaveznikov nad Nemčijo in Japonsko leta 1945. Kot posledica vojne sta se politično prepričanje ter družbena struktura močno spremenila. Medtem ko je bila ustanovljena Organizacija združenih narodov (OZN) za krepitev mednarodnega sodelovanja ter preprečevanje nadaljnjih spopadov, se je zaradi ideoloških razlik med takratnima supersilama, tj. med ZDA in Sovjetsko zvezo, začelo obdobje hladne vojne. V tem času je OZN-ovo zagovarjanje pravice narodov do samoodločbe pospešilo dekolonizacijska gibanja v Aziji in Afriki, v Zahodni Evropi pa sta se gospodarstvo ter proces Evropska integracije okrepila.

## Ozadje vojne

### Evropa
S porazom centralnih sil (Avstro-Ogrsko, Nemškim cesarstvom, Bolgarijo, Otomanskim imperijem) v prvi svetovni vojni ter vzponom boljševikov v Ruskem imperiju leta 1917 se je korenito spremenil politični zemljevid Evrope. Iz razpadlih imperijev so nastale nove nacionalne države zmagovalke velike vojne (Velika Britanija, Francija, Belgija, Romunija, Italija in Grčija) pa so dobila nova ozemlja.
Da bi preprečili prihodnje vojne je bila na pariški mirovni konferenci, leta 1919, ustanovljena Liga narodov. Glavni cilj organizacije je bil preprečevanje oboroženih spopadov preko kolektivne varnosti, vojaška in pomorska razorožitev ter reševanje mednarodnih sporov z mirovnimi pogajanji in arbitražo.
Kljub močnim pacifističnim čustvom, ki so jih spodbudile grozote velike vojne  so se v več evropskih državah širil nevarni iredentistični in revanšistični nacionalizem. Ta čustva so bila še posebej izrazita v Nemčiji zaradi velikih teritorialnih, kolonialnih in finančnih izgub, ki so nastale zaradi versajske pogodbe. V skladu s pogodbo je Nemčija izgubila 13 odstotkov svojega domačega ozemlja, vse kolonije, plačati je morala visoko vojno odškodnino in postavljene so bile omejitve glede velikosti in zmogljivosti nemških oboroženih sil.
Nemško cesarstvo je bilo razpuščeno v nemški revoluciji v letih 1918 do 1919, iz njega je nastala Weimarska republika. V obdobju med obema vojnama je prišlo do resnega in globokega spora med privrženci nove republike ter nasprotniki iz desnega in levega tabora. Italija je kot del antante po prvi svetovni vojni dobila nekaj ozemlja vendar z izkupičkom ni bila zadovoljena saj ni dobila tistega kar sta ji obljubili Velika Britanija in Francija. Zaradi vse splošnega nezadovoljstva so v letih 1922 in 1925 oblast v državi prevzeli fašisti pod vodstvom Benita Mussolinija. Ti so vladali z nacionalistično, totalitarno in razredno kolaboracijsko agendo, ki je odpravila demokracijo zatrla socialistične, levičarske in liberalne sile ter nadaljevala agresivno ekspanzionistično zunanjo politiko usmerjeno v to, da bi Italija postala svetovna sila po zgledu starega rimskega imperija.
Adolf Hitler je po neuspešnem poskusu strmoglavljenja nemške vlade leta 1923 pristal v zaporu in s časoma po demokratični poti, leta 1933, postal nemški kancler. Po vzponu na oblast je ukinil demokracijo in se zavzel za korenito rasno motivirano revizijo svetovnega reda in začel obsežno kampanjo za oboroževanje. Medtem je Francija, da bi si zagotovila zavezništvo, Italiji dala proste roke v Etiopiji, ki jo je Italija želele kot kolonialno posest. Stanje se je poslabšalo v letu 1935 ko je bilo Posarje vrnjeno Nemčiji, za tem je Hitler zavrnil versajsko pogodbo pospešil program obnove vojske in uvedel vpoklic.
Da bi omejili Nemčijo so Velika Britanija, Francija in Italija aprila 1935 ustanovile fronto Strasa (sporazum iz italijanskega kraja Strasa ob jezeru Maggiore), ki je bila ključni korak pri vojaški globalizaciji. Kljub dogovorjenim omejitvam je Velika Britanija popustila in junija z Nemčijo sklenila neodvisen pomorski sporazum, ki je omilil predhodne omejitve. Ker se je Sovjetska zveza bala nemških načrtov po osvajanju vzhodne Evrope je začela pripravljati pogodbo s Francijo o medsebojni pomoči. Francosko-Sovjetska zveza se ni odnesla saj je izgubila svoj pomen v birokratskem stroju Društva narodov, ki bi moral sporazum potrditi. Združene države so bile nad dogodki v Aziji in Evropi zaskrbljene zato so avgusta istega leta sprejele zakon o nevtralnosti.
Hitler se je dokončno uprl versajski in lucernovi pogodbi marca 1936 ko je militariziral Porenje. Zaradi strahu zahodnih zaveznikov pred zaostrovanjem je naletel na malo odpora. Oktobra 1936 sta Nemčija in Italija ustanovili os Rim-Berlin. Mesec dni kasneje sta Nemčija in Japonska podpisali pakt za boj proti Kominterni, ki se mu je Italija pridružila naslednje leto.

### Azija
Na kitajskem je stranka Kuomintang (KMT) sredi dvajsetih let sprožila kampanjo združevanja regij, ki so jim poveljevali lokalni vojaški poveljniki s čimer je želel poenotiti Kitajsko. S tem je prišla v spor z nekdanjim zaveznikom, Komunistično partijo Kitajske, kar je privedlo do državljanske vojne.
Bliskovit razvoj japonskega gospodarstva in prebivalstva, pomanjkanje surovin na otokih in militaristična vlada so sprožili ekspanzionistične težnje Japonskega cesarstva. Vse bolj pa se je uveljavilo prepričanje, da Azija pripada Japonski. Leta 1931 so Japonci izkoristili incident v Mukdenu in zasedli Mandžurijo ter ustanovili marionetno državo Mandžurijo. Kitajska je Ligo narodov pozvala naj ustavi japonsko invazijo. Potem ko je ta obsodila vdor v Mandžurijo je Japonska izstopila iz Lige narodov. Vojna se je nadaljevala dokler leta 1933 v Tanggu ni bilo podpisano premirje. Kljub temu se je kitajski odpor proti japonski okupaciji nadaljeval. Po incidentu Xi'an leta 1936 sta se Kuomintang in Komunistična partija Kitajske odločili, da združita sile v boju proti japonskemu okupatorju.

## Dogodki pred vojno

### Italijanski napad na Etiopijo
Druga italijansko-etiopska vojna je bila kratkotrajen kolonialen spopad, ki se je začel oktobra 1935 in končal maja 1936. Vojna se je začela z italijanskim napadom na Etiopsko cesarstvo ( Abesinija) iz sosednje italijanske Somalije in Eritreje. Spopad se je končal z italijansko zmago in priključitvijo Etiopije novoustanovljeni italijanski koloniji Italijanska vzhodna Afrika (Africa Orientale Iataliana ali AOI). Iz svetovnega stališča je bil spopad lokalnega značaja in popolnoma nepomemben, po drug stran pa je razkril slabosti in nemoč društva narodov, ki bi moral zagotavljati mir. Člana Društva narodov sta bila tako Etiopija kot Kraljevina Italija. Velika Britanija in Francija sta podpirali sankcije proti Italiji vendar te nikoli niso bile popolnoma uveljavljene tako, da na Italijo praktično niso imele nobenega resnega učinka. Italija se je na sankcije odzvala tako da ni nasprotovala nemškim nameram po priključitvi Avstrije.

### Španska državljanska vojna
Ko je v Španiji izbruhnila državljanska vojna sta Mussolini in Hitler španskim nacionalistom pod vodstvom Francisca Franca zagotavljala vojaško podporo. Največjo podpore so zagotovili Italijani, ki so v Španijo poslali več kot 70.000 vojakov, 6.000 članov letalskega osebja in 720 letal. Na drugi strani je Sovjetska zveza je podpirala uradno vlado španske republike. Proti nacionalistom se je borilo tudi preko 30.000 tujih prostovoljcev zbranih v Mednarodne brigade. Španska državljanska vojna je bila proksi vojna kjer sta Nemčija in Sovjetska zveza preizkušala svoja orožja in vojaško taktiko. Vojna se je končala aprila 1939 z zmago nacionalistov. Po vojni je general Franco ostal v dobrih odnosih z nacisti in fašisti vendar se v drugo svetovno vojno ni vpletal saj je Španija ostala nevtralna. Njegov največji prispevek drugi svetovni vojni so bili prostovoljci, ki jih je v pomoč Nemcev pošiljal na vzhodno fronto.

### Druga kitajsko-japonska vojna
Po incidentu na mostu Marca Pola je Japonska napadla Kitajsko in julija 1937 zasedla Peking nekdanjo prestolnico kitajskega cesarstva. Sovjetska zveza je s Kitajski podpisala pakt o nenapadanju in s tem Kitajski zagotovila nujno treba materialno in vojaško pomoč posledično pa se je s tem končalo sodelovanje kitajske z Nemčijo, ki ji je prav tako zagotavljala materialno in vojaško pomoč. Od septembra do novembra so potekali hudi boji ta Taiyuan, Xinkou in Pingxingguan. Konec novembra je kljub zagrizeni obrambi padel Shanghai, decembra pa še prestolnica Nanking. Po padcu mesta je japonska vojsko nad nemočnim prebivalstvom mesta izvedla enega najhujših pobojev v katerem je bilo ubitih več deset tisoč ljudi.
Marca 1938 so Kitajci v bitki pri Taierzhuangu doseglo pomembnejšo zmago vendar so že maja izgubili Xuzhou. Napredovanje Japoncev so začasno ustavili s porušitvijo jezov na Rumeni reki in poplavami. S tem so pridobili čas, da so pripravili obrambo mesta Vuhan. Sledila je obsežna bitka, ki se je končala s taktično japonsko zmago, vendar sta imeli obe strani strahovite izgube tako, da se je japonsko napredovanje ustavilo. Za Kitajce kljub porazu v bitki vojna ni bila izgubljena; svojo vlado so preselili v Chongqing in nadaljevali z odporom, ki je trajal vse do konca druge svetovne vojne.

### Sovjetsko-japonski obmejni konflikt
Tekom tridesetih let dvajsetega stoletja je na mandžursko sovjetski in mongolski meji občasno prihajalo do večjih mejnih spopadov saj je imela Japonska Mandžurijo in Sibirijo za svoje interesno območje. Japonska je bila širitvi na sever zaradi surovin zelo naklonjena, vendar je to strategijo po izgubljeni bitki pri Khalkin Gol popolnoma opustila. Aprila 1941 sta Sovjetska zveza in Japonska podpisali pakt o nevtralnosti, Japonska pa je vse svoje sile usmerila v širitev proti jugu s čimer je prišla v spor z ZDA in zahodnimi zavezniki.

### Okupacije in sporazumi v Evropi
V Evropi sta Nemčija in Italija postajali vedno bolj agresivni. Marca 1938 si je Nemčija priključila Avstrijo, odziv nasprotnih sil (Velike Britanije in Francije) je bil zelo medel. Dogodek je Hitlerja toliko opogumil, da je zahteval še Sudete na Češkoslovaškem kjer je živelo večinsko nemško prebivalstvo. V strahu pred novo vojno sta Francija in Velika Britanija, pod vodstvom mirovniške politike britanskega premiera Neville Chamberlaina, z Nemčijo v Münchnu podpisali Münchenski sporazum s katerim je Nemčija dobila Sudete v zameno pa se je morala odreči novim teritorialnim zahtevam. Češkoslovaška pri dogovoru ni imela nobene besede kasneje pa sta jo Nemčija in Italija prisilile, da je dele svojega ozemlja odstopila še Madžarski in Poljski.
Čeprav je Hitler s sporazumom dobil vse kar je zahteval je bil kljub temu besen ker so se Britanci vpletali v njegove načrte s katerimi je želel zasesti celotno Češkoslovaško. V javnem govoru je napadel Veliko Britanijo in Žide januarja pa nemški mornarici ukazal visoko vojno pripravljenost s katero je želel izzvati prevlado britanske mornarice. Marca 1939 je Nemčija zasedla še preostanek Češkoslovaške in jo razdelila na  nemški protektorat Češka in Moravska ter nemško satelitsko državo Republiko Slovaško. Dvajsetega marca 1939 je Hitler od Litve zahteval regijo Memel (Klaipeda).
Ko je Hitler zahteval še svobodno mesto Gdansk sta Francija in Velika Britanija potrdila podporo Poljski ter jamčili za njeno samostojnost. Podobno se je zgodilo na Balkanu po italijanski zasedbi Albanije, aprila 1939, kjer sta Velika Britanija in Francija jamčili za samostojnost Romunije in Grčije. Nemčija in Italija sta na to podporo odgovorili z jeklenim paktom (vojaško in politično zavezništvo med Italijo in Nemčijo). Hitler je obtožil Veliko Britanijo in Poljsko, da želita obkoliti Nemčijo ter razdrl britansko-nemški mornariški sporazum in nemško poljski sporazum o nenapadanju.
Kriza je dosegla vrhunec konec avgusta 1939, ko so se nemške čete začele zbirati na nemško poljski meji. 23. avgusta, ko so pogovori o zavezništvu med Veliko Britanijo, Francijo in Sovjetsko zvezo zastali, je bil med Nemčijo in Sovjetsko zvezo podpisan pakt o nenapadanju. Pakt je vseboval tajen protokol, ki je določal nemško in sovjetsko vplivno območje na Poljskem, Litvi, Latviji, Estoniji in Finskem. Sporazum je bil tudi zagotovilo Nemčiji, da se rdeča armada ne bo vpletala v nemške operacije proti Poljski s tem se je Nemčija želela izogniti dvema frontama kakor se je to zgodilo v prvi svetovni vojni. Takoj po podpisu sporazuma je Hitler ukazal napasti Poljsko 26. avgusta, vendar je kasneje napad prestavil ko je izvedel, do bo Velika Britanija Poljski zagotovila podporo v primeru vojne in, da bo Italija v primeru vojne razglasila nevtralnost.
Britanci na vojno niso bili pripravljeni zato so se ji želeli na vsak način izogniti in so zahtevali nova pogajanja, Nemčija je na to odgovorila z nemogočimi zahtevami kar je položaj samo še poslabšalo. 29. avgusta je Hitler od Poljske zahteval naj Nemčiji preda Gdansk ter izvede plebiscit na katerem se bojo Nemci živeči na območju poljskega koridorja sami odločili v kateri državi želijo živeti. Poljaki niso želeli ugoditi nemškim zahtevam, na burnem sestanku v Berlinu med britanskim veleposlanikom in nemškim zunanjim ministrom Ribbentropom v noči iz 30. na 31. je Ribbentrop izjavil, da so bile po njegovem mnenju vse nemške zahteve zavrnjene. Naslednji dan se je Evropa znašla v novi vojni.

## Časovni pregled
Vojna se je začela 1. septembra 1939, ko so nemške čete vdrle na Poljsko, leta 1940 so napadli Norveško in Dansko, maja pa Francijo, Belgijo, Luksemburg in Nizozemsko. Aprila 1941 je nemška vojska napadla Kraljevino Jugoslavijo in Grčijo, 22. junija pa Sovjetsko zvezo. Pozimi leta 1941 so bili pred vrati Moskve, vendar jih je Sovjetska zveza premagala in jih potisnila 200 km proti zahodu. Vojna je postala svetovna z japonskim napadom na Pearl Harbour, nekaj dni kasneje pa se je v vojni znašla skoraj celotna vzhodna Azija in Pacifik. Zima med letoma 1942 in 1943 velja za preobrat v drugi svetovni vojni, ker so bili Nemci hudo poraženi v bitki za Stalingrad. Propad Nemčije je bil zapečaten z dnevom D. Vojna sreča se je postavila na stran zaveznikov tudi na pacifiškem bojišču, saj so Japonci začeli izgubljali otok za otokom. Vojna se je končala 2. septembra 1945, ko se je vdala Japonska. V Evropi se je uradno končala že 8. maja s predajo Nemčije, v Sloveniji in na avstrijskem Koroškem ter ponekod drugod v Vzhodni Evropi pa so boji trajali še do 15. maja.

## Vojaško dogajanje

### Bliskovita vojna (Blietzkrieg)
Druga svetovna vojna se je začela 1. septembra 1939 z nenapovedanim vendar pričakovanim napadom na Poljsko. Nemčija je kot vzrok navedla zaigran incident na nemško-poljski meji, v katerem naj bi poljska vojska uničila nemško radijsko postajo in pri tem ubila tam zaposlene Nemce. 3. septembra je Velika Britanija kot poljska zaveznica v Berlin poslala ultimat, vendar ni dobila nobenega odgovora, zato je napovedala vojno Nemčiji. Veliki Britaniji sta se pridružili še Avstralija in Nova Zelandija. Nekoliko kasneje, čeprav zelo nerada, je vojno Nemčiji napovedala tudi Francija, ki je bila zaveznica Velike Britanije. Tem državam so nato sledile še Kanada, Južna Afrika in Nepal.
Kljub temu, da sta Velika Britanija in Francija napovedali vojno Nemčiji, je Poljska zaman pričakovala pomoč zaveznikov, saj se Velika Britanija in Francija zaradi težav pri mobilizaciji čet še nista mislili zapletati v vojno. To je zaveznike na koncu drago stalo, saj v tistem času Nemci na zahodni meji niso imeli omembe vrednih enot, ki bi lahko ustavile napadalca. 28. septembra je nemška vojska ob podpori letalskih bombnih napadov zasedla skoraj popolnoma uničeno Varšavo, vendar poljska vojska še ni bila uničena in se je pogumno upira agresorju, pri tem pa mu zadala veliko izgub. Zadnji udarec je Poljski zadala Sovjetska zveza, ki je 17. septembra skoraj brez bojev zasedla vzhodni del države. Poljski vojski tako ni ostalo drugega, kot da 6. oktobra kapitulira. Državo sta si nato po dogovoru Ribbentrop-Molotov razdelili Nemčija in Sovjetska zveza: prva je okupirala zahodni del države, druga pa vzhodni del.
Po kratkotrajni vojni na Poljskem se ja na francosko-nemški meji pojavila t. i. lažna vojna, ko ne ena ne druga stran ni prevzela pobude in napadla sovražnika, ki se je skrival za močno utrjeno Maginotovo in Siegfridovo linijo. V tem času SZ ni počivala, poleg Poljske je okupirala še baltske države: Litvo, Latvijo in Estonijo, na daljnem severu pa se je v t. i. zimski vojni spustila v krvave spopade s finsko vojsko, ki so Rdečo armado na koncu veliko stale, vendar pa so jo istočasno na nek način tudi rešile pred popolnim porazom v letu 1941, ko je Nemčija v operaciji Barbarosa napadla SZ.
Aprila 1940 sta se zavezniška in nemška vojska prvič srečali na odprtem bojišču. Do bojev je prišlo v Skandinaviji, vzrok zanje pa je bilo varovanje transportnih poti do rudnikov železa na Švedskem, od katerih je bila nemška težka industrija življenjsko odvisna. Za zagotovitev nemotene dostave rude preko Norveške in Švedske so bili Nemci pripravljeni zasesti tudi skandinavske države. K temu jih je tudi prisilila britanska mornarica, ki je v teritorialnih vodah sicer nevtralne Norveške položila mine. Nemški odgovor na to je bilo zavzetje Danske in Norveške. V skandinavski operaciji so Nemci brez večjih težav v enem samem dnevu zasedli Dansko, nato pa so se usmerili proti Norveški, kjer so se spopadli z norveško, britansko in francosko vojsko. Po dveh mesecih krvavih spopadov na daljnem severu je bila zavezniška vojska poražena, zato se je morala umakniti. Zaradi poraza Velike Britanije in njenih zaveznikov je bil Neville Chamberlain kot ministrski predsednik prisiljen odstopiti, nadomestil pa ga je Winston Churchill, ki si je zadal nalogo uničiti nacizem in fašizem.
10. maja 1940 je vojna dobila popolnoma nove razsežnosti, ko je Nemčija napadla nevtralne države: Nizozemsko, Belgijo in Luksemburg, nato pa se je usmerila proti Franciji in na ta način obšla nepremagljivo Maginotovo linijo. Istočasno sta britanski ekspedicijski korpus in francoska vojska prestopila belgijsko mejo in se spopadla z nemško armado. Zavezniški vojski sta imeli sicer premoč v orožju, vendar sta bili premalo gibljivi, zato so ju nemške tankovske enote zlahka obšle in s tem obkolile. Po več neuspelih protinapadih je v operaciji Dinamo sledil umik britanskih čet iz Francije. 10. junija je Francijo napadla še Italija, vendar njena vojska ni bila tako uspešna kot nemška, zato je francoska vojska njen napad odbila. Po umiku britanskih čet se je nemška armada usmerila proti Parizu. Sledila je bitka pri Somi, v kateri je bila francoska vojska poražena, zato je ta 22. junija podpisala kapitulacijo. Nemška vojska je nato vkorakala v Pariz in okupirala približno dve tretjini Francije, ostalo tretjino pa pustila neokupirano, vendar pod nemškim nadzorom.
Po porazu Francije je ostala Velika Britanija edini nasprotnik nacistične Nemčije. Hitler je upal, da bo po porazu Francije Veliki Britaniji vsilil mir, ker pa se to ni zgodilo, je začel pripravljati operacijo Morski lev, do katere pa nikoli ni prišlo, saj je bilo predhodno treba uničiti RAF. Tako se je začela na nebu nad Veliko Britanijo, Bitka za Britanijo, v kateri so bili Nemci poraženi. Vojna se je po tem na zahodu za nekaj časa umirila. V tem času so nemška letala sistematično bombardirala Anglijo, ta pa je izvajala skrivne operacije na sovražnikovem ozemlju. V pričakovanju novega napada zaveznikov je začela Nemčija na obalah Francije, Belgije in Nizozemske postavljati mogočen atlantski zid.

### Bitka za Atlantik
Bitka za Atlantik se je začela skoraj istočasno z nemškim napadom na Poljsko in s torpediranjem britanske potniške ladje SS Athenia. Nemci so v pričakovanju vojne svoje podmornice in bojne ladje poslali na Atlantik že nekaj tednov prej z namenom, da bi ob začetku vojne takoj začele napadati zavezniške trgovske in vojne ladje.
Najbolj zloglasno orožje bitke za Atlantik so bile nemške podmornice (U-Boot, okrajšava za Unterseeboot), ki so z začetkom vojne začele napadati zavezniško trgovsko ladjevje. Sprva so se zadrževale okoli Britanskega otočja, kjer je bil ladijski promet največji. Z uvedbo varovanih konvojev pa so svoje lovsko območje preselile v osrednji Atlantik, kjer Angleži zaradi pomanjkanja spremljevalnih ladij in letal niso morali nadzorovati morja. Največji podmorniški podvig nemške mornarice na začetku vojne je bila potopitev britanske letalonosilke HMS Courageous in nočni napad podmornice U-47 na britansko pomorsko oporišče Scapa Flow na Orkneyskih otokih, kjer je bila potopljena ladja HMS Royal Oak.
S porazom Francije leta 1940 se je začelo popolnoma novo poglavje v bitki za Atlantik. Nemška mornarica je na francoski atlantski obali dobila oporišča, iz katerih je lahko neovirano napadala britanske konvoje. To je pripeljalo britansko mornarico na rob obupa, saj je morala istočasno nadzorovati Rokavski preliv in Severno morje pred operacijo Morski lev, hkrati pa je morala varovati konvoje v smeri Amerike in Afrike. Temu obdobju so nemški podmorničarji pravili kar "srečni časi", saj so v njem potopili veliko trgovskih ladij, sami pa pri tem skoraj niso imeli izgub. Stvari so se za Britance nekoliko izboljšale s podpisom Atlantske listine med ZDA in Veliko Britanijo. ZDA naj bi Veliki Britaniji v zameno za nekatera ozemlja zagotovila skoraj neomejeno dostavo materiala in orožja.
Pomembno vlogo v bojih za Atlantik je imelo tudi nemško površinsko ladjevje. To sicer ni bilo tako zelo uspešne kot podmornice, vendar je Britancem povzročalo velike preglavice. Tak primer je bila težka križarka Admiral Graf Spee, ki je prvo leto vojne križarila po južnem Atlantiku in Indijskem oceanu ter potapljala zavezniške trgovske ladje, pri tem pa nase vezala velik del britanske flote, ki jo je zaman iskala vse do bitke pri ustje reke Rio de la Plata. Veliko vlogo so odigrale tudi pomožne križarke, ki so ogrožale zavezniške ladje vse do Avstralije in Antarktike. Največji udarec za nemško mornarico je bila pomorska operacija na Norveškem leta 1940, v kateri so izgubili skoraj polovico svojih najboljših bojnih ladij. Hud udarec je bila tudi izguba bojne ladje Bismarck. Zaradi tega je Hitler preklical vse bojne operacije površinskega ladjevja, to je lahko do konca vojne delovalo le v vodah okoli okupirane Norveške in tam ogrožalo arktične konvoje namenjene proti Rusiji.
Maja 1941 so Angleži v potapljajoči se nemški podmornici zaplenili kodirni stroj enigma. Ta jim je v prihodnje pomagal pri razvozlavanju nemških kodiranih sporočil, namenjenim podmornicam. Tega leta so v vojno vstopile tudi ZDA, kar je pomenilo za Nemce druge "srečne čase", saj ZDA še niso bile pripravljene na vojno, zato njene ladje niso bile varovane, kar je pomenilo, da so bile lahek plen za nemške podmornice. Te so pričele z napadi tudi v Mehiškem zalivu.
Februarja 1942 se je nemški mornarici posrečil izreden podvig. Skozi neprehoden Rokavski preliv, ki je bil posejan z minami ter ga je varovalo britansko ladjevje in letalstvo, jim je uspelo pretihotapiti več težkih križark, ki so pri tem utrpele le manjšo škodo. Zaradi vse večjih izgub ladij v ameriških vodah so tudi ZDA uvedle sistem konvojev, zaradi česar se je ulov podmornic drastično zmanjšal, tako da so se bile te prisiljene umakniti nazaj na odprt Atlantik. Decembra je nemška mornarica začela novo ofenzivo proti arktičnim konvojem, ki pa se je za Nemce končala katastrofalno, saj jim ni uspelo potopiti niti ene zavezniške ladje, sami pa so utrpeli zelo veliko škodo. Zaradi tega je odstopil admiral Erich Raeder, nadomestil pa ga je Karl Dönitz, ki je v podmorniškem vojskovanju uvedel taktiko volčjih krdel.
Junija 1943 se je sreča postavila na stran zaveznikov, ko jim je z vse večjimi protipodmorniškimi ukrepi uspelo uničiti 25 % podmornic, pri tem pa so sami izgubili le nekaj ladij. Decembra so Nemci v bitki pri North Capu izgubili še zadnjo križarko. Zaradi vse boljšega varovanja so se napadi na konvoje zmanjšali, zavezniki pa so potopili več podmornic kot kadarkoli 
Nemške podmornice so kljub porazu v bitki za Atalntik ostale na Atlantiku do konca vojne in napadale zavezniške ladje, vendar so bili njihovi uspehi skromni, izgube pa iz dneva v dan večje.

### Vojna v severni Afriki
Vojna v Severni Afriki se je začela 11. septembra leta 1940, ko je italijanska vojska pod poveljstvom Rodolfa Grazianija s petimi divizijami preko Libije vdrla v Egipt. Po začetnih uspehih so se vkopali pri Sidiju Baraniju in čakali na britanski protinapad. Zavladalo je trimesečno zatišje, ki so ga Britanci izkoristili za okrepitev lastnih sil in za priprave na protinapad. Decembra je britanska armada, ki ji je poveljeval Archibald Wavell, izvedla veliko ofenzivo in v dveh mesecih pregnala Italijane 800 km nazaj v Libijo, pri tem pa zajela več kot 130.000 italijanskih vojakov. Britansko napredovanje se je ustavilo šele pri Benghaziju, potem ko je padlo že več močno utrjenih italijanskih utrdb, vključno s Tobrukom.
Ker je kazalo, da bo Mussolini kmalu ob vso Severno Afriko, mu je Hitler poslal dve diviziji, poimenovani Afriški korpus, pod poveljstvom Erwina Rommla, ki je prišel v Tripolis februarja 1941. Ta je začel svojo prvo ofenzivo 24. marca 1941, le nekaj tednov pred nemškim napadom na Jugoslavijo in Grčijo. V bliskovitem napadu je pridobil nazaj skoraj vso izgubljeno ozemlje, za seboj pa je pustil obkoljeno angleško posadko v Tobruku. Nemško letalstvo je iz oporišč v Tripolitaniji in na Siciliji napadlo Aleksandrijo, Port Said in Suez ter tako uspešno preprečevalo dovoz čet in materiala v Egipt. V naslednjih štirinajstih mesecih se je fronta po krvavih bitkah premikala sem ter tja po puščavi. Enkrat so zmagali Angleži, drugič je zmagal nemški Afriški korpus. Spomladi leta 1942 je padel tudi Tobruk, ki je bil že dalj časa trn v Rommlovi peti, potem pa se je ta na 110 km približal Aleksandriji. Fronta se je nato ustavila pri znamenitem kraju El Alamein. V tem času si je Rommel pridobil vzdevek "puščavska lisica".
Zaradi angleškega poraza na Afriškem bojišču je Churchill avgusta 1942 odletel v Kairo, da bi osebno reorganiziral svoje vrhovno poveljstvo. Za Auchinleckovega naslednika je določil Harolda Alexandra za poveljnika vseh srednjevzhodnih sil. Za poveljnika osme armade, poimenovane "puščavske podgane", si je izbral W. H. E. Gotta. Ker pa je ta umrl v letalski nesreči, ga je nadomestil Bernard Montgomery. Ta se je takoj lotil prerazporeditev v armadi.
Po reorganizaciji britanske osme armade je začel pripravljati nov napad na nemško armado pri El Alameinu. 23. oktobra 1942 ponoči se je začela ena najbolj znamenitih bitk na svetu. Napad je bil za nemško armado popolno presenečenje. Ko se je Rommel 25. oktobra vrnil na fronto, sta mu ostali le dve možnosti: naprej ali nazaj. Čez dva dni je spoznal, da je bitka izgubljena, zato je 2. novembra ukazal umik, vendar je bilo že prepozno, saj je bila pot za umik odrezana. Kljub temu pa se mu je posrečilo, da se je glavnina vojske izmuznila skozi ovire, v veliko pomoč mu je bilo tudi deževje, ki je upočasnilo britansko napredovanje.
8. oktobra 1942 so se ameriške in britanske sile v operaciji Bakla (angleško: Torch) izkrcale v francoskem Maroku in Alžiriji. S to invazijo so želeli zavezniki udariti v hrbet Afriškemu korpusu in ga na ta način dokončno uničiti, treba pa je bilo tudi ustvariti drugo fronto, ki bi razbremenila Sovjetsko zvezo. Francozi, zvesti vladi v Vichiyu, so se večinoma upirali izkrcanim četam. A boji niso trajali dolgo in Francozi v Severni Afriki so se kmalu pridružili boju proti Hitlerju, de Gaulla pa so končno priznali za svojega voditelja.
Tri dni po izkrcanju v Severni Afriki je general Eisenhower začel z veliko ofenzivo, ki naj bi dokončno pregnala Nemce iz Severne Afrike. A napad se je končal katastrofalno, saj je Nemcem iz Italije uspelo pripeljati okrepitve, k neuspehu pa je prispevalo tudi zimsko deževje, ki je ceste spremenilo v močvirje. Tako se je vojskovanje decembra ustavilo, saj je bilo treba počakati Montgomerya, ki se je Tuniziji približeval z vzhoda.
Februarja 1943 so Nemci izvedli nenaden protinapad proti neusklajenemu zavezniškemu napredovanju in porinili Američane nazaj čez prelaz Kassarine, a so se stvari kmalu obrnile. Marca je bilo v Berlinu in Rimu jasno, da je Afrika izgubljena, zato je Hitler odpoklical Rommla. Britanci pod Montgomeryevim poveljstvom so napredovali proti Tuniziji iz vzhoda ob podpori francoske enote Jeana Leclerca, ki je napadla s smeri Čada. Medtem so Američani in Britanci pritiskali na Tunizijo z zahoda. 23. aprila se je začel končni napad. Montgomery je prebil staro francosko obrambno črto Mareth med Libijo in Tunizijo, drugi korpus ZDA pa je zavzel koto 609, ki je zapirala pot v Bizerto. Britanska prva armada je zavzela Longstop Hill, zadnjo veliko naravno oviro. 7. maja sta padla Tunis in Bizerta, s čimer je bila presekana smer umika nemških enot v smeri rta Bon, s čimer se je končala vojna v Severni Ariki.

### Vojna na Tihem oceanu in v Aziji
Vojna na Tihem oceanu se je začela 8. decembra 1941 z japonskim napadom na angleško kolonijo Hong Kong, Nizozemsko vzhodno Indijo, Tajsko in ameriške Filipine. Dan prej, 7. decembra, se je zgodil tudi japonski napad na ameriško mornariško oporišče v Pearl Harborju na Havajih, s čimer so ZDA vstopile v vojno.
Po japonski invaziji na Tajsko, ki je padla v 24 urah, je 25. decembra padel tudi Hongkong, istega dne pa še oporišča na ameriških otokih Guam in Wake. Da bi Angleži preprečili izkrcanje japonskih čet v Maleziji, so v boj poslali bojni ladji HMS Repulse in HMS Prince of Wales, ki pa sta kmalu postali tarči japonskih bombnikov, kar je bil eden prvih dokazov, da je čas velikih bojnih ladij mimo.
Januarja 1942 je Japonska napadla Burmo, Nizozemsko Vzhodno Indijo in Novo Gvinejo. 15. februarja je padel Singapur, mesto, za katerega so Angleži pravili, da ga ni mogoče zavzeti. Pred japonskimi napadi ni bila varna niti Avstralija; 19. februarja so japonska letala bombardirala avstralsko mesto Darwin in ostala mesta na severu Avstralije. Po večmesečnih bojih so 8. maja padli tudi Filipini, s čimer je postala Avstralija praktično obkoljena.
Do sredine leta 1942 so se Američani reorganizirali in zbrali svoje razbito ladjevje ter čete za ponovni napad na japonsko mornarico in njihove postojanke. Ker japonske čete v preteklosti niso zasedle mesta Port Moresby na južnem koncu Nove Gvineje, so želeli zdaj to doseči z izkrcanjem, kar je pripeljalo do bitke v Koralnem morju. Rezultat bitke je bil sicer neodločen, vendar pa so Američani dosegli taktično zmago, saj so prekinili izkrcavanje japonskih čet na jugu Nove Gvineje. Junija so Japonci začeli novo ofenzivo, zasesti so nameravali atol Midway v havajskem otočju. Da bi svoje namere prikrili pred Američani, so zasedli nekaj Aleutskih otokov ob obali Aljaske, a to Američanov ni zmedlo. Tako je med 4. in 7. junijem 1942 prišlo do bitke za Midway, v kateri je bilo japonsko ladjevje poraženo, kar je bil jasen znak, da se je tehtnica prevesila na stran zaveznikov.
V tem času so na Novi Gvineji in Salomonovih otokih potekali krvavi spopadi med angleškimi, avstralskimi, novozelandskimi in japonskimi enotami, ki so si še vedno želeli zasesti Port Moresby ter okoliške otoke. Avgusta se je na Guadalcanalu izkrcalo 16.000 ameriških marincev, kar je bila prva večja kopenska operacija ameriške vojske po padcu Filipinov. Krvavi boji za otok so se končali šele 9. februarja 1943, ko je bilo z otoka pregnana večina japonskih vojakov, s tem pa se je končalo tudi obleganje Avstralije. Američani so nato skupaj z avstralsko, novozelandsko in angleško vojsko začeli prodirati vedno globlje proti severu Nove Gvineje, dokler se niso pred Filipini srečali z enotami, ki so prodirale iz vzhoda. 
Kljub zmagi v bitkah za Midway in Guadalcanal je Američane od Japonske še vedno ločil obsežen Tihi ocean, poln majhnih koralnih otokov, od katerih je vsak predstavljal močno utrjeno japonsko postojanko. Da bi Američani zavzeli te otoke, so si izmislili taktiko žabjih skokov, v kateri bi zavzeli otok za otokom in se tako postopoma približali Japonski na razdaljo, od koder bi jo lahko bombardirali iz zraka. Otoke, ki bi bili premočno oboroženi, bi obšli in se tako izognili nepotrebnim izgubam. Svojo taktiko so preizkusili na dveh majhnih koralnih otokih: Tarawa in Makin v skupini Gilbertovih otokov, ki so ju zavzeli z veliko težavami, vendar so se ob tem veliko naučili, saj so bile izgube v sledečih operacijah dosti manjše. Nato so nadaljevali v smeri Marshallovih otokov, kjer so zasedli pomembna atola Kwajalein in Eniwetok. Največji dosežek v tej kampanji je bil zasedba otokov Saipan, Tinian in Guam v skupini Marianskih otokov. Z zasedbo teh otokov je Japonska prišla v doseg ameriških bombnikov B-29, ki so lahko sedaj brez prestanka bombardirali pomembna japonska mesta. Med 19. in 20. junijem 1944 je prišlo do bitke v Filipinskem morju, kjer je japonska mornarica ponovno doživela poraz, od katerega si ni več opomogla. Med septembrom in oktobrom so padli še otoki Ulithi, Yap, Ngulu in Palau. Po uspešnih operacijah na Tihem oceanu so na vrsto prišli Filipini. Ameriške čete so se tam izkrcale 20. oktobra 1944, boji zanj pa so trajali do 2. septembra 1945, med 23. in 26. oktobrom 1944 pa je v zalivu Leyte pred filipinsko vzhodno obalo prišlo do zadnje velike pomorske bitke med ameriško in japonsko mornarico, v kateri je bila slednja ponovno poražena.
Obroč okoli Japonske se je začel vedno bolj ožiti, kmalu so padli otoki, kot sta Iwo Jima ter Okinawa, ki sta sestavni del Japonske. Nič bolje ni Japoncem kazalo v Burmi, kjer so angleške čete prebile japonsko obrambno črto in začele osvobajati malezijski polotok. Svoje je prispevala tudi Sovjetska zveza, ki je napadla Mandžurijo in okupirala Kurilske otoke. Vendar se Japonska kljub brezizhodnemu položaju ni želela predati in se je nameravala, tako kot Nemčija, boriti do samega konca. Tako nesmiselno upiranje bi Američanom povzročilo strahovite izgube, zato so se odločili, da bodo uporabili novo čudežno orožje, za katerega svet vse do tedaj še ni slišal: atomsko bombo. Prvo bombo so odvrgli na Hirošimo 6. avgusta leta 1945, ker pa se Japonska kljub uporabi tega strahovitega orožja ni želela predati, so 9. avgusta odvrgli še drugo bombo, tokrat na mesto Nagasaki, s čimer se je vojna na Tihem oceanu končala.

### Vojna v Sredozemlju
Vojna v Sredozemskem morju se je začela 10. junija 1940 z vstopom Italije v vojno. Po porazu Francije 24. junija je ta postala največja pomorska velesila v Sredozemskem morju, zato je začela vedno bolj ogrožati Britanske konvoje, namenjene v Egipt, kjer so se boji po posredovanju Nemcev zelo zaostrili. S porazom Francije pa se je pojavil problem še z ostankom Francoske bojne flote, ki je ostala zvesta francoski vladi v Vichiyu. Ta je bila pod velikim vplivom Nemcev, zato so Britanci sklepali, da je le še vprašanje časa, kdaj se bodo Nemci polastili te mogočne flote in jo uporabili v svojo korist. Da bi Britanci to preprečili, so od Francozov zahtevali, da svoje bojne ladje razorožijo, ali pa jih predajo Britancem. Ker so Francozi zahtevo zavrnili, je britansko ladjevje 3. julija 1940 napadlo francosko pomorsko floto pri Mers-el-Kebir na obali Severne Afrike in jo popolnoma uničilo. 11. novembra so britanska letala iz letalonosilke HMS Illustrious (R87) napadla italijansko ladjevje, zasidrano v Tarentu, in potopilo ter poškodovalo več bojnih ladij.
Jeseni leta 1940 je Italija brez Hitlerjeve vednosti iz smeri Albanije napadla Grčijo in doživela strahoten poraz, zaradi katerega je skoraj izgubila še Albanijo. Spomladi leta 1941 sta Nemčija in Italija skupaj napadli Jugoslavijo in Grčijo. Nemška vojska je ob pomoči italijanske vojske brez težav porazila jugoslovansko, grško in britansko vojsko. Po padcu Grčije sta se bili grška in britanska vojska prisiljeni umakniti na Kreto, vendar je po nemškem letalskem desantu kmalu padla tudi ta, zato je temu sledila evakuacija britanskih čet v Egipt. Med 27. in 29. marcem je italijanska mornarica doživela še en poraz. V bitki pri rtu Matapan je izgubila pet ladij, ena pa je bila huje poškodovana, medtem ko so Britanci izgubili eno samo letalo, več ladij pa je bilo poškodovanih.
Leta 1941 je do bojev prišlo tudi v Libanonu in Siriji, ki sta bili pod nadzorom Francozov, zvestih Vichiyu. Vzrok za začetek britanske vojaške operacije proti Francozom je bilo sestreljeno nemško letalo v Iraku, ravno v času, ko je tam potekala vstaja proti Britancem. Ker bi nemško letalo lahko v Irak priletelo le s smeri ene od teh dveh držav, so Britanci sklepali, da imajo Nemci tam svojo oporišča, ki jih je treba uničiti.
Z razmahom bojev v Severni Afriki je postala vedno bolj pomembna tudi Malta, majhen otok na pol poti med Egiptom in Gilbertarjem, ki se nahaja blizu italijanske obale. Zaradi svoje lege je imel otok zelo pomemben strateški pomen, saj je lahko služil kot vmesna postojanka za poškodovane ladje, namenjene v Egipt in Severno Afriko, iz letališč na otoku pa je bilo možno nadzorovati sovražnikove pomorske poti in napadati mesta na jugu Italije. Ker Nemci in Italijani otoka nikoli niso imeli priložnosti zasesti, so se odločili, da ga bodo v bitki za Malto izstradali, vendar je otok nekako zdržal vse do poraza sil osi v Severni Afriki.
Po končanih bojih v Severni Afriki, je z operacijo Husky 10. junija 1943 prišlo do izkrcanja zavezniških čet na jugu Sicilije, ki so jo brez večjega odpora zasedli. 3. septembra so se zavezniki v operaciji Baytown izkrcali na jugu Italije in začeli brez večjih težav prodirati proti severu. Temu je 8. septembra sledila kapitulacija Italije, ki je nato prestopila na stran zaveznikov. Ti so se 10. septembra v operaciji Avalounch izkrcali še pri Salernu, vendar se je njihova hitro napredovanje kmalu ustavilo pred nemško zimsko obrambno črto. Da bi to obrambno črto obšli, so se izkrcali pri Anziu, kjer pa so padli v nemško past, zaradi česar se je izkrcanje sprevrglo v pravo nočno moro, iz katere ni bilo videti izhoda. Pomlad leta 1944 je prinesla nov začetek. Po krvavih bojih za Monte Cassino je bila nemška zimska obrambna črta prebita, zato je junija končno padel Rim, vendar pa so Nemci na severu države postavili Gotsko obrambno črto, zaradi česar je bilo zavezniško napredovanje ponovno ustavljeno vse do pomladi leta 1945. Nič bolje se Nemcem ni godilo na Balkanu. Zaradi napredovanja Rdeče armade na vzhodni fronti in vse močnejšega odporniškega gibanja v Grčiji in Jugoslaviji so se bili prisiljeni umakniti. Z umikom nemških čet in Francije, Italije, Grčije in Jugoslavije so se boji v Sredozemskem morju in njegovi okolici končali.

### Vzhodna fronta in Balkan
Po končanih vojaških operacijah na zahodu se je Hitler usmeril na vzhod proti Sovjetski zvezi. Ta je v njegovem velikopoteznem načrtu širjenja arijske rase igrala izredno pomembno vlogo, saj naj bi na njenem ozemlju naselili Nemce, vzhodnoslovanska ljudstva pa zasužnjili. Priprave za napad so se začele že leta 1939 s podpisom pakta o nenapadanju, ki pa ga Hitler ni mislil spoštovati, saj si je z njim želel le izogniti se spopadu na dveh frontah. Same vojaške priprave za napad so stekle takoj po porazu Francije, nepričakovano pa jih je prekinila balkanska kriza.
Hitler se sprva ni želel vmešavati v balkanske probleme, saj je vedel, da Balkan predstavlja sod smodnika, ki ga lahko vsak čas raznese in povzroči še večje probleme. Vendar pa je aprila 1941 prišlo do nepričakovanih dogodkov, ko je Kraljevina Jugoslavija, kmalu po njegovem podpisu, zavrnila pakt med nacistično Nemčijo in Kraljevino Jugoslavijo. Hitler je to zavrnitev vzel zelo osebno in je vojski ukazal, da naj v t. i. aprilski vojni napade Jugoslavijo in Grčijo, ki sta bili po kratkotrajnih spopadih kmalu poraženi.
Po porazu Jugoslavije in njeni okupaciji so se na njenem ozemlju kmalu začela pojavljati odporniška gibanja poimenovana četniki in partizani. Prvi so si prizadevali za vrnitev jugoslovanskega kralja, druge so vodili komunisti pod vodstvom Josipa Broza Tita, ki so želeli po porazu nacizma in fašizma vzpostaviti komunistično državo po zgledu Sovjetske zveze. Na začetku so imeli skupen cilj, poraziti nacizem in fašizem in so zato sklenili zavezništvo. Vendar pa je zaradi različnih ideologij prišlo do hudih razhajanj, ki so povzročila, da so začeli četniki napadati partizane in začeli sodelovati z okupatorjem. Da so se stvari še dodatno zapletle, so se v strahu pred komunizmom začele po državi ustanavljati vojske, ki so tesno sodelovale z okupatorjem. Boji na Balkanu so izredno pomembno vplivali na potek druge svetovne vojne, saj so različna odporniška gibanja nase vezala velik del nemške vojske, ki je tako niso mogli uporabiti v boju na vzhodni ali zahodni fronti.
Po okupaciji Jugoslavije in Grčije so priprave za napad na Sovjetsko zvezo ponovno stekle, vendar so Nemci s tem, ko so napadli Jugoslavijo in Grčijo, izgubili dragocen čas, ki jih je kasneje stal zmage. Operacija Barbarossa, ki je označevala začetek napada na Sovjetsko zvezo, je stekla 22. junija 1941. Nemška vojska je brez večjih težav porazila enote Rdeče armade, ki niso pričakovale nemškega napada. Glavni cilj napada je bila Moskva, ki jo je bilo treba doseči še pred zimo, vendar je v zimi med letoma 1941 in 1942 kmalu postalo jasno, da je ta cilj nedosegljiv. Bliskovito napredovanje nemške vojske se je ustavilo tudi na severu pred obleganim Leningradom in na jugu, ko so se začeli boji za Stalingrad. Po porazu nemške vojske pri Stalingradu se je vojna sreča prevesila na stran Sovjetske zveze. Po bitki pri Kursku poleti 1943 se je bila nemška vojske prisiljena umikati proti domovini. V zimi 1943 in 1944 je prišlo do zloma fronte, zaradi česar se je nemška vojska začela umikati proti zahodu na vsej fronti od Baltskega morja pa vse do Črnega morja. 27. januarja 1944 se je končalo obleganje Leningrada, Rdeča armada pa je nato začela prodirati vedno globlje na zahod. Kmalu so padle vzhodnoevropske države, nato pa je rdeča armada prišla do same nemške meje. Zadnja velika bitka vzhodne fronte je bila Bitka za Berlin. Ko je ta padel, se je druga svetovna vojna v Evropi končala.

### Zahodna fronta
Zaradi vse večjega pritiska Sovjetske zveze, ki je zahtevala odprtje druge fronte, s katero bi razbremenili vzhodno fronto, je 6. junija 1944 prišlo do izkrcanja zavezniških čet v Normandiji. Po uspešnem izkrcanju je prišlo do bitke za Francijo, katere vrhunec je bila osvoboditev Pariza. Po krvavih in mučnih spopadih so se bili Nemci prisiljeni umakniti iz Francije in zasesti nove obrambne položaje za Siegfridovo obrambno črto oz. zahodnim zidom. Da bi se izognili izgubam, ki bi jih utrpeli ob napadu na to zelo dobro branjeno obrambno črto, so nameravali zavezniki v Nemčijo prodreti preko Belgije, Luksemburga in Nizozemske. Vendar se je Operacija Market-Garden, ki je označevala napad na te države, spremenila v pravo polomijo, ki je zaveznike veliko stala. Zaradi spodletele operacije in vedno daljših oskrbovalnih poti zavezniške vojske je fronta vse do decembra 1944 obstala. 16. decembra so Nemci v Ardenski ofenzivi izvedli še zadnji bliskoviti napad, v katerem so presenetili zaveznike in jim prizadejali velike izgube, vendar pa protinapad iz obupa poteka fronte ni mogel več spremeniti. Do konca januarja 1945 se je fronta ustalila tam, kjer je bila decembra 1944, tako je ostalo vse do sredine marca, ko je zaveznikom uspelo prečkati mejno reko Ren, s čimer se je začel prodor v Nemčijo, ki je označeval skorajšnji konec vojne. Prodor se je končal s srečanjem ameriških in sovjetskih enot na reki Labi.

### Stranska bojišča
- zimska vojna
- nadaljevalna vojna
- laponska vojna
- kitajsko-japonska vojna

## Druga svetovna vojna na Slovenskem
Druga svetovna vojna v Dravski banovini se je začela 6. aprila 1941, ob vkorakanju nemške vojske. 11. aprila 1941 so se v boj za ozemlje vključile tudi italijanske in madžarske sile. Jugoslovanska armada, šibka zaradi nacionalnih nasprotij, je razpadla v desetih dneh. Slovenijo so trije okupatorji zasedli v celoti že 11. aprila. Nemški rajh je dobil Gorenjsko, Štajersko, severozahodni del Prekmurja in severni del Dolenjske ter Mežiško dolino. Italijani so zasedli Notranjsko, večino Dolenjske in Ljubljano, Madžari pa večino Prekmurja. Nekatere vasi v jugovzhodnem delu so bile priključene Neodvisni državi Hrvaški (NDH). Za Primorce se je druga svetovna vojna začela že 10. junija 1940 z vstopom Italije v drugo svetovno vojno, dejansko pa že prej z italijanskim napadom na Etiopsko cesarstvo, nato sodelovanjem v španski državljanski vojni in okupacijo Albanije.
Vsi okupatorji so izvajali potujčevanje in drugo nasilje nad prebivalstvom, saj so nameravali zasedeno ozemlje priključiti matičnim deželam. Italijani so sicer zaradi politično-taktičnih razlogov dovolili kulturno avtonomijo ter lastno upravo na občinski ravni v svojem okupacijskem območju, tj. v Ljubljanski pokrajini, medtem ko so nacisti začeli izvajati nasilno germanizacijo ter načrt etnocida in genocida, tj. izgon vsega slovenskega izobraženstva in narodno zavednih ljudi, vključno z duhovščino, ki je dosegla vrhunec s preselitvijo več kot 83.000 Slovencev v druga območja Tretjega rajha, kot tudi v Srbijo in Hrvaško. Z namenom upora proti okupatorjem so 26. aprila 1941 slovenski komunisti skupaj z nekaterimi levo usmerjenimi skupinami (krščanski socialisti, Sokol) ustanovili Protiimperialistično fronto slovenskega naroda, kasneje imenovano Osvobodilna fronta (OF) Slovenskega naroda. Osvobodilna fronta, pod katero so delovale slovenske partizanske enote, je predstavljala temelj za oborožen boj proti okupatorjem.
Zaradi političnih atentatov, ki so jih izvajale komunistične skupine, ter radikalne nenaklonjenosti in strahu pred komunizmom v stari družbeni eliti, se je začela državljanska vojna med Slovenci v italijansko okupirani jugovzhodni Sloveniji spomladi leta 1942. Nasprotujoči si skupini sta bili torej Osvobodilna fronta Slovenskega naroda ter Slovensko domobranstvo, ki so jo podpirale okupacijske sile.
Slovenska partizanska vojska, ki je vojaško sodelovala z zavezniki, je po letih bojevanja v težkih razmerah ob koncu vojne skupaj z Jugoslovansko armado osvobodila vse slovensko narodno ozemlje. Rezultat narodnoosvobodilnega boja je bila osvoboditev in zavarovanje Zedinjene Slovenije skoraj v celoti in pa vzpostavitev slovenske republike s pravico do samoodločbe, vključno s pravico do odcepitve, v jugoslovanski federaciji. Proti pričakovanju slovenskih partizanov je Josip Broz - Tito kljub poprejšnjim obljubam odpravil glavni štab Jugoslovanske armade za Slovenijo in slovensko partizansko vojsko vključil v enotno Jugoslovansko armado; s tem je bil Slovencem odvzet pomemben del narodne suverenosti.

## Politično dogajanje
Politični in ostali dogodki, ki so se zgodili leta 1939 in nekaj let prej so dali misliti, da je izbruh nove velike vojne v Evropi le še vprašanje časa. Najbolj odmevna sta bila priključitev Avstrije leta 1938 in leto kasneje še priključitev Češke in Slovaške. Zahodni zavezniki bi to lahko preprečili, vendar so ob misli na novo veliko vojno proti Nemčiji raje izvajali t. i. politiko popuščanja. V imenu te politike so Nemcem žrtvovali Avstrijo in Češkoslovaško, saj so mislili, da bodo tako pomirili Hitlerja in Evropo rešili pred novo vojno. Vendar so se motili, Hitler je zahteval več. Njegov naslednji cilj je bila Poljska, oziroma mestna državica Gdansk (nem. Danzig), ki so jo tudi vodili lokalni nacionalsocialisti. V nemškem interesu je bilo, da teritorialno poveže rajh z Vzhodno Prusijo, kar pa bi lahko naredila le z zasedbo Gdanska. Le-ta pa je bila za Poljsko nesprejemljiva, saj bi ji odvzela strateški dostop do morja. Ker je Hitler vedel, da se ne bo izognil vojni, je želel preprečiti vsaj vojno na dveh frontah, zato je s Sovjetsko zvezo sklenil pakt o nenapadanju, zahodnim zaveznikom pa je ponudil lažno mirovno pogodbo. Sledil je napad na Poljsko, zavezniki so se postavili na stran Poljske in na tem stališču vztrajali ter tako Hitlerju, ki je upal, da bo po napadu sklenil nov mir, prekrižali načrte. Kot protiutež zahodnim zaveznikom je Hitler že pred samo invazijo na Poljsko sklenil trojni pakt med Nemčijo, Italijo in Japonsko (sile osi). Politični odnosi med silami osi in zavezniki so se pretrgali, Evropa in Azija pa sta se pogreznili globoko v vojno.
Hud udarec za Veliko Britanijo je bil poraz Francije leta 1940, zato so si ti prizadevali pridobiti novega velikega zaveznika, ZDA, v kateri pa je javno mnenje nasprotovalo vstopu v vojno. Kljub temu je bila v ta namen 14. avgusta 1941 na krovu bojne ladje HMS Prince of Wales podpisana atlantska listina. Medtem so Nemci napadli Sovjetsko zvezo in tako prekršili sporazum o nenapadanju, Velika Britanija pa je tako dobila še enega velikega zaveznika v boju proti silam osi. 
Leto 1943 je bilo tako za sile osi kot tudi za zaveznike prelomno, zato so slednji v Teheranu organizirali t. i. teheransko konferenco. Tam so Churchill, Roosevelt in Stalin, ki je bil prvič povabljen na zavezniško konferenco, razglabljali o odprtju druge fronte, ki bi razbremenila vzhodno fronto. Voditelji so razpravljali tudi o povojni ureditvi, mdr. o ustanovitvi Organizacije združenih narodov. Stalin pa se je zavzel za sovjetski vpliv v baltskih državah in v vzhodni Evropi, Iranu, ki je bil do tedaj pod britanskim in sovjetskim vplivom, pa so zagotovili samostojnost. V drugi polovici leta 1943 so zavezniki začeli napredovati na vseh frontah, tako da je proti koncu leta 1944 kazalo, da bo vojne kmalu konec. Potrebno je bilo razmišljati o novi evropski ureditvi. V ta namen je bila med 4. in 11. februarjem 1945 organizirana jaltska konferenca, med katero so Stalin, Churchill in Roosevelt razpravljali o sklepnih etapah vojne in povojni razdelitvi Nemčije. Čez pet mesecev je tej konferenci sledila še potsdamska konferenca. Ta je potekala med 17. julijem in 2. avgustom 1945 in je bila zadnja izmed konferenc na vrhu v drugi svetovni vojni. Potekala je v Potsdamu v bližini Berlina, udeležili pa so se je Churchill (vmes ga je zamenjal novo izvoljeni ministrski predsednik Attlee), Stalin in Truman. Na konferenci so priznali sovjetsko prevlado nad vzhodno Evropo. Razpravljali so še o reparacijah, prepovedali nacistično stranko, demonopolizirali nemško industrijo in decentralizirali njeno gospodarstvo. Končni sporazumi, ki so jih sprejeli, so bili nejasni in nedorečeni, zato so bili kasneje predmet mnogih kršitev. Pogovarjali so se tudi o Japonski in ji zagrozili s popolnim uničenjem, če ne privoli v brezpogojno kapitulacijo. Kmalu po koncu vojne so se začeli odnosi med nekdanjimi zavezniki ohlajati, začela se je hladna vojna.

## Vojaška tehnologija
Prva svetovna vojna je po svojem koncu postregla z različnimi novimi orožji in izumi, ki so v drugi svetovni vojni odigrali ključno vlogo in ji tudi dali svojevrsten značaj sodobnega hitrega vojskovanja. Ta orožja so bila letala, tanki, podmornice, letalonosilke, različna hitrostrelna orožja, rakete, idr. Napredovala je tudi komunikacijska tehnologija, poleg tega pa so bile pomembne naprave, kot so radar ter naprave za šifriranje (npr. nemška Enigma).
Največji pečat je drugi svetovni vojni dal tank. Ta sicer sprva precej neroden britanski izum se je v t. i. dvajsetletnem premirju spremenil v izredno učinkovit bojni stroj. Na tankovskem področju so prednjačili predvsem Nemci in Sovjetska zveza, ki so razvijali vedno večje in bolj napredne tanke. Najbolj znan nemški tank iz prve polovice vojne je bil Panzer IV, tega je zaradi svoje zastarelosti nadomestil Panzer V ali Panter in Tiger I. Proti koncu vojne pa je v boje posegel še Tiger II, ki so mu zavezniški tankisti zaradi njegove velikosti in topa 88 mm nadeli kar ime »kraljevi Tiger«. Tako kot Nemci je tudi Sovjetska zveza, za razliko od zaveznikov, v vojno vstopila z zelo razvitimi tankovskimi enotami. Njihovi najbolj znani tanki so bili BT-7, T-35 in v prvi vrsti T-34, ki je odigral ključno vlogo na vzhodni fronti. Sovjetska zveza je razvila tudi nekaj težkih tankov, kot sta bila uničevalca tigrov JS-2 in 3 (Josif Stalin). Zahodni zavezniki so v vojno na tankovskem področju vstopili popolnoma nepripravljeni. Njihovi tanki so bili v primerjavi z nemškimi slabše konstrukcije, poleg tega pa niso razumeli pomena tanka na bojišču, zaradi česar je bilo njihovo število relativno majhno. Najbolj znani zahodno-zavezniški tanki iz prvega obdobja vojne so bili francoski Char B1 in Somua S-35 ter skupina t. i. križarskih tankov (Matilda, Crusader, Cromwel). Ker so bili Francozi poraženi že leta 1940, Britanci pa so imeli tanke slabe kakovosti, so se na bojišču pojavili ameriški tanki.
V prvi vojni je ključno vlogo odigralo topništvo, v drugi vojni temu, zaradi gibljivega vojskovanja in letalstva, ni bilo več tako. Vendar je topništvo kljub temu odigralo pomembno vlogo. Največ je topništvo uporabljala Sovjetska zveza, zato mu je Stalin nadel ime »bog vojne«. Ker je bilo za drugo svetovno vojno značilno gibljivo vojskovanje so topove namestili na različna prevozna sredstva ter tako dobili samovozno topništvo, kljub temu pa se se je še dogajalo, da je topove vlekla konjska vprega. Razvil se je tudi nov rod topništva, to so bili protitankovski in protiletalski topovi. Najbolj znan je bil Flak 88mm, ki so ga uporabljali tako za protiletalsko, kot tudi za protitankovsko orožje. Zasnova topov se od konca prve svetovne vojne ni bistveno spremenila, zato pa so je korenito spremenilo strelivo, ki je lahko sedaj doseglo nadpovprečen domet in izredno veliko prebojno moč. Proti koncu vojne pa je topništvo pričelo dobivati konkurenco v raketnem orožju.
Med dvajsetletnim premirjem se je razvilo tudi letalstvo. Letala so postajala vedno hitrejša in so lahko letela vedno višje. Dokončno sta se izoblikovali dve skupini letalstva: lovsko letalstvo in bombniško letalstvo. Na začetku vojne so na obeh področjih prednjačile predvsem sile osi z letali, kot so bili FW 190, Me-109, Ju 87 štuka in A6M3 reisen oz. bolje znan kot zero. V tem obdobju so se zavezniki lahko tem letalom resneje zoperstavili le z lovcema Spitfire in Hurricane. Za strateško bombardiranja Nemčije in Japonske so uporabljali bombnike, kot so britanski Avro Lancaster ter ameriška B-17 in B-29. Najbolj znani sovjetski lovski letali sta bili Jak 1 ter La-5/7. Čeprav se v drugi polovici vojne nekatera nemška letala niso mogla več kosati s sodobnimi zavezniškimi lovci, so dokončno premoč v zraku zavezniki dobili šele z lovcem P-51 Mustang.
Letalski napad na Tarent in Pearl Harbor ter potopitev ladij HMS Repulse in HMS Prince of Wales je oznanil konec nekega obdobja na morju. Velike bojne ladje so nadomestile letalonosilke, ki so s svojimi letali dosegale nasprotnika daleč preko obzorja. Pomembno vlogo pa so ponovno odigrale podmornice, ki so v obdobju med obema vojnama postale zmogljivejše in so vojno za konvoje iz okolice britanskega otočja prenesle vse do vzhodne ameriške obali in ostale oceane po celem svetu. Skupaj s podmornicami pa so se razvijala tudi protipodmorniška sredstva, kot so bili sonarji, globinske bombe, radarji ter različne protipodmorniške taktike. Kot zelo učinkovito sredstvo proti sovražnikovim ladjam so se izkazale magnetne mine. Za desant na sovražnikovo obalo pa so se razvili različni tipi desantnih ladij.
Med drugo vojno je bila izredno pisana tudi pehotna oborožitev vojakov. Prva vojna je pokazala, da puške repetirke ne dajejo dovolj velike strelne moči, zato so se pojavila različna hitrostrelna orožja, ki so od konca prve vojne postala dosti majhna, da je z njimi lahko rokoval en sam vojak. Najbolj znana nemška pehotna orožja so bila  puškomitraljez MG 42, pištoli Walther P38 in P.08 Luger, brzostrelka MP 40, repetirka Karabiner 98k, ter prednik vseh sodobnih avtomatskih pušk, StG44. Zavezniki na tem področju niso prav nič zaostajali, čeprav so predvsem Britanci prisegali na bolj tradicionalno orožje, kot je bila repetirka Lee-Enfield. Američani so svoje vojake oborožili z brzostrelko Thompson, polavtomatsko puško M1 Garand, puškomitraljezom M1918 BAR in pištolo Colt 1911. Sovjetski vojak pa je uporabljal predvsem brzostrelko Špagin, puško repetirko izredno starega izvora Mosin-Nagant, polavtomatsko puško Tokarjev ter enega izmed puškomitraljezov Maxim, Degtjarev in Gorjunov. Brzostrelke so se zelo izkazale v bitkah v zaprtih prostorih ter pogojih džungle, avtomatske puške, ki so vključevale lastnosti pušk in brzostrelk, pa so postale standardna pehotna oborožitev pri skorajda vseh oboroženih silah v povojnem času.
Pred vojno ter med samo vojno se je Nemčija lotila tudi izdelave tako imenovanih »čudežnih orožij«. Nekatera med njimi so bila zares na meji znanstvene fantastike, druga pa so se izkazala kot zelo učinkovita, vendar so bila še daleč pred svojim časom. Tako so Nemci proti koncu vojne v operativno delovanje poslali prvo reaktivno letalo, lovca Me 262 ter t. i. maščevalno orožje (nemško:Vergeltungswaffen), tj. letečo bombo V-1, raketo V-2 ter top V-3. Eksperimentirali so tudi z novimi, od zraka neodvisnimi motorji za podmornice, različnimi raketami, vodenimi bombami (na primer Fritz X), žarki (IR) ter letali na reakcijski in raketni pogon. V načrtu so imeli tudi izdelavo atomske bombe, vendar so si načrt napačno zastavili, tako da so jih Američani prehiteli in leta 1945 odvrgli dve atomski bombi na Japonsko, s čimer se je druga svetovna vojna končala, svet pa se je za vedno spremenil in prešel v novo obdobje zgodovine - "Atomsko dobo".

## Posledice
Drugega septembra 1945 je bila v Tokijskem zalivu na ladji USS Missouri podpisana japonska brezpogojna kapitulacija. Vojna, ki je trajala točno šest let, se je s tem končno zaključila. Začelo se je novo obdobje, na katerega je svet čakal že od konca prve svetovne vojne. Da se kaj podobnega nikoli več ne bi zgodilo, so zavezniki 24. oktobra 1945 ustanovili Organizacijo združenih narodov z namenom reševanja svetovnih problemov. Ta je nadomestila neučinkovito in pristransko organizacijo Društvo narodov, ki je bilo ustanovljeno po prvi svetovni vojni.
Moč vala sprememb so občutili tudi stari kolonialni imperiji (Velika Britanija, Francija, Nizozemska, Belgija, Portugalska), ki so bili skozi stoletja simbol svetovne moči. Iz nekdanjih kolonij je v procesu postopne dekolonializacije nastala cela kopica novih samostojnih držav, kot so Indija, Pakistan, Indonezija, Madagaskar, Alžirija, Izrael, Severna Koreja, Južna Koreja, idr. Stare imperije so nadomestile ZDA, ki so na veliko pozdravljale in podpirale idejo o samoodločbi narodov, ter Sovjetska zveza, ki je močno vplivala na gradnjo političnih socializmov v nerazvitih dekolonializiranih državah.
Spremenila se je tudi svetovna ureditev. Kmalu po vojni so se razmere med vzhodnimi in zahodnimi zavezniki začele slabšati, zato sta obe strani začeli oblikovati svoja vplivna območja. Evropa se je razdelila na vzhodno, pod nadzorom Sovjetske zveze, in na zahodno pod nadzorom ZDA oz. zahodnih zaveznikov. Nekaj podobnega se je zgodilo tudi drugod po svetu. ZDA so zasedle Japonsko ter si tako pridobile vpliv nad Južno Korejo, Južnim Vietnamom in Tihim oceanom. Sovjetska zveza je okupirala Kurilske otoke in si zagotovila vpliv nad Severno Korejo. Ker so bile napetosti med nekdanjimi vojnimi zavezniki vedno večje so zahodni zavezniki ustanovili zvezo NATO, Sovjetska zveza pa je nanjo odgovorila z Varšavskim paktom. Kmalu za tem se je svet znašel globoko v hladni vojni, obdobju, v katerem je celoten svet trepetal pred neprestano nevarnostjo atomskega spopada.

## Žrtve in škoda
Drugo svetovno vojno bi lahko označili kot totalno vojno. Trajala je polnih šest let, v njej pa je sodelovalo 61 držav z milijardo sedemsto milijoni prebivalcev in s površino 131,5 milijoni km2, kar je predstavljalo kar 96 % zemeljske površine. Medtem ko je prva svetovna vojna potekala predvsem v Evropi, se je druga svetovna vojna odvijala praktično po celem svetu. V njej je sodelovalo 81 % takratnega prebivalstva. Mobiliziranih je bilo 110 milijonov vojakov od 210 milijonov odraslih moških (skoraj vsak drugi moški), na različne načine pa so bili v boje vključeni tudi civilisti, kar je bila ena od velikih značilnosti te vojne.
Vojna sama je terjala 60 milijonov mrtvih in 35 milijonov ranjenih ter še 3 milijone pogrešanih. Največ ljudi je umrlo zaradi nacističnih zločinov. Prvič v zgodovini modernega vojskovanja se je zgodilo, da je bilo mrtvih več civilistov kot vojakov (tj. okoli 40 milijonov), ki so umrli zaradi različnih bolezni, lakote, bombardiranj ter pokolov, genocidov in drugih vojnih zločinov, ki so jih zagrešili tako na strani sil osi (npr. holokavst in pokol v Nankingu) kot tudi na strani zaveznikov (npr. Katinski pokol in bombardiranje Dresdena). Sile osi so v določenih primerih za poboje civilistov in vojnih ujetnikov uporabile biološko in kemično orožje (npr. italijanske sile so uporabile iperit v Abesiniji, enota 731 Japonske cesarske vojske pa različno biološko in kemično orožje med okupacijo Kitajske in začetnih bojih s Sovjetsko zvezo). Zaprtih je bilo 45 milijonov ljudi, 20 milijonov otrok je ostalo brez staršev, bilo pa je tudi 10 milijonov prisilnih delavcev. 
Po številu izstopata Poljska z okoli 6 milijoni žrtev, torej z 20 % izgubo prebivalstva in Sovjetska zveza z okoli 20 milijonov žrtev ali izgubo okoli 13 % njenega prebivalstva. Francija je imela okoli 358.000 žrtev ali 0,85 % prebivalstva. V Jugoslaviji je bilo med vojno ubitih okoli 1.100.000 ljudi oziroma 5,8 % populacije. Med deli Jugoslavije je bilo največ žrtev v Bosni in Hercegovini, in sicer 328.000 žrtev (več kot 10 % prebivalstva), sledi Črna gora 37.000 žrtev (skoraj 8 %), Hrvaška 295.000 žrtev (več kot 7 %), Slovenija približno 89.000 žrtev, Vojvodina 73.000 žrtev (več kot 5 %), Srbija 303.000 žrtev (več kot 4 %), Kosovo 24.000 žrtev (skoraj 2 %) in Makedonija 24.000 žrtev (skoraj 2 %). V Sloveniji je bilo med vojno ubitih po doslej znanih podatkih 70.922 ljudi, po vojni pa 13.989. Od vseh žrtev je bilo 53.680 vojaških oziroma 63 %, kar 37 % vseh žrtev je bilo med civilisti. Za primerjavo velja omeniti, da je bilo v Sloveniji v času prve svetovne vojne 10 % vseh žrtev med civilisti.
Uničenih je bilo 30 milijonov zgradb. Škoda je znašala 278 milijard USD. SZ je imela škode za 128 milijard USD, Poljska za 65 milijard USD, Jugoslavija pa za 50 milijard USD. Izdatki za oboroževanje so znašali 1500 milijard USD (ZDA - 320 milijard USD; Velika Britanija - 300 milijard USD; Nemčija - 275 milijard USD; ZSSR - 190 milijard USD; Italija - 94 milijard USD; Japonska - 56 milijard USD). Po nekaterih ocenah je vojna stala 4.000 milijard USD, države so za vojno namenile 60-70 % svojega nacionalnega dohodka.
Najbolj sta bili na vojno pripravljeni Nemčija in Japonska. Sledila jim je SZ, vendar je ta v prvih tednih vojne izgubila velik del ozemlja in industrije, zato se je znašla na dnu. Do leta 1945 je morala vso industrijo postaviti na novo, kar jo je veliko stalo. Najmanj sta bili na vojno pripravljeni ZDA in Velika Britanija. ZDA so se vojnim razmeram zaradi svojega velikega gospodarskega potenciala hitro prilagodile in tako postale svetovna velesila. Velika Britanija ni imela take sreče. Njena industrija je temeljila na uvozu surovin iz prekomorskih ozemelj, zato je imela tekom vojne izredno obremenjeno industrijo, večino orožja je morala kupovati v tujini.
Tekom vojne je bilo izdelanih več kot 800.000 letal, 300.000 tankov, milijon topov, 650.000 minometov, 52 milijonov različnih kosov pehotnega strelnega orožja ter 2.970 podmornic in ladij.
Nemčija je vojno začela z 1,4 milijonov vojakov, končala pa s 7,5 milijoni. SZ je imela pred vojno poldrugi milijon vojakov, leta 1941 je njihovo število naraslo na 4,7 milijonov, ob koncu vojne pa je bilo pod orožjem že kar neverjetnih 12 milijonov ljudi. ZDA, ki so bile na vojno najmanj pripravljene, so imela leta 1939 pičlih 174.000 izredno slabo oboroženih vojakov, do konca vojne so zbrali 12,3 milijonov vojakov in se tako brez težav kosali s SZ. Velika Britanija je imela pred vojno 472.000 izredno dobro oboroženih vojakov, do konca vojne je njihovo število naraslo na 5 milijonov.
Največ so med vojno pridobile ZDA, ki so s svojo močno industrijo iz nje prišle kot svetovna gospodarska in politična velesila. Medtem pa so se nekdanje gospodarske velesile (Nemčija, Francija, Velika Britanija idr.) znašle v ruševinah povojne Evrope in so se morale prilagoditi novi svetovni ureditvi.